# Історія Південної Америки

Півде́нна Аме́рика

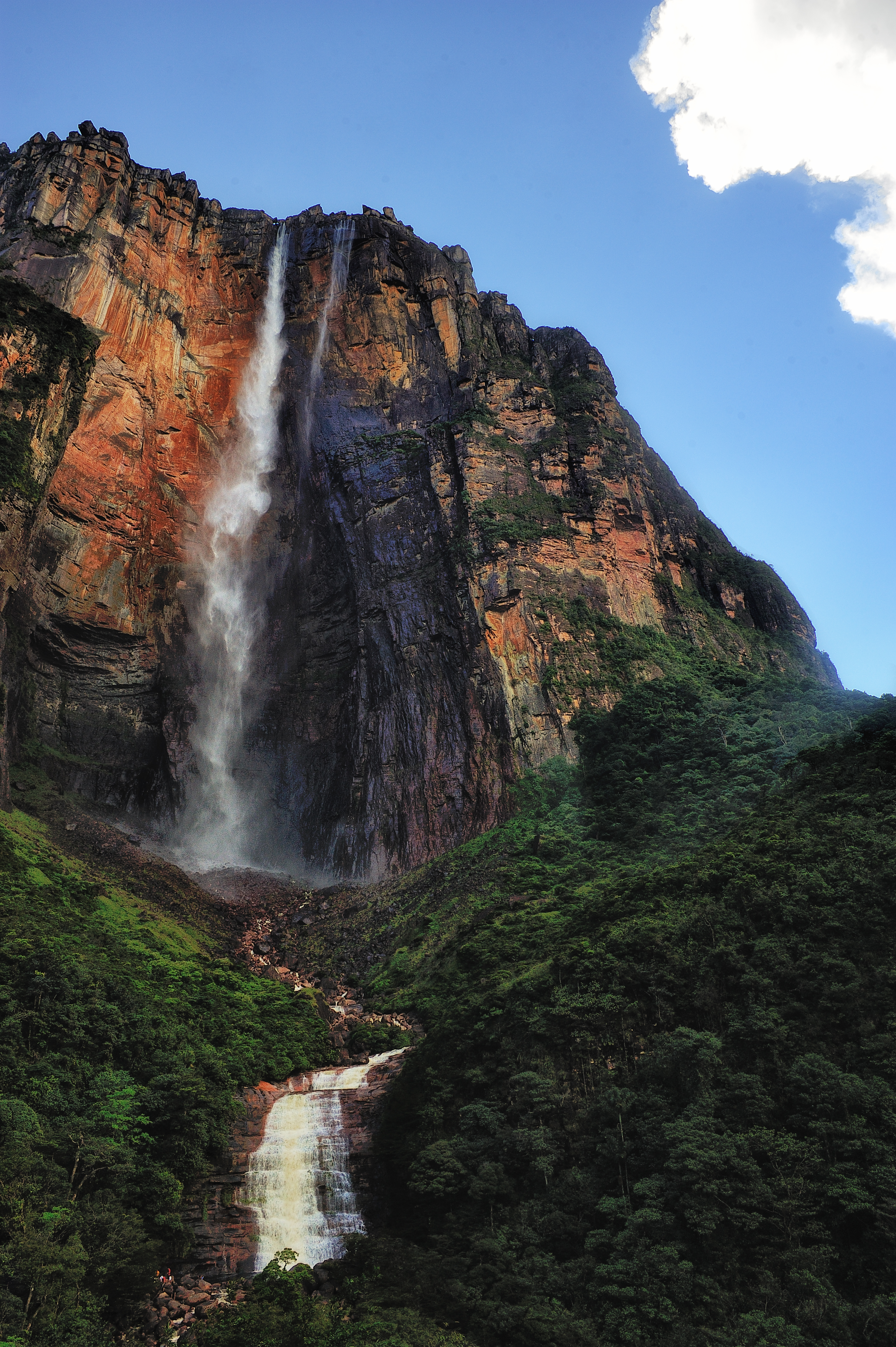

Історія Південної Америки випливає з вивчення минулого, зокрема письмових записів, усних історій, та звичаїв, що передаються від покоління до покоління, на континенті Південної Америки. Південна Америка має історію, яка являє собою, різноманіття людських, культурних і цивілізаційних форм. Попри те, що тисячі років незалежного розвитку, було перервано португальською та іспанською колонізацією кінця 15-го століття і демографічного колапсу, який слідував після цього, метиси континенту і культури корінних народів залишаються вельми відмінними від культур своїх колонізаторів. Через трансатлантичну работоргівлю, Південна Америка (особливо Бразилія) стала домівкою мільйонів людей з африканської діаспори. Змішання рас призвело до появи нових соціальних структур. З початку революційної боротьби за незалежність від іспанської корони, протягом 19-го століття у Південній Америці, пройшло ще більше соціальних і політичних змін, серед яких: національні проєкти будівництва, європейські імміграційні хвилі, розширення торгівлі, колонізація глибинки і війни за володіння землями та напруга стосовно втілення індіанських прав і обов'язків, ліберально-консервативних конфліктів між класом, що керує та поневоленими індіанцями, які мешкали у межах держав, котрі проіснували до початку 1900-х років.

## Передісторія

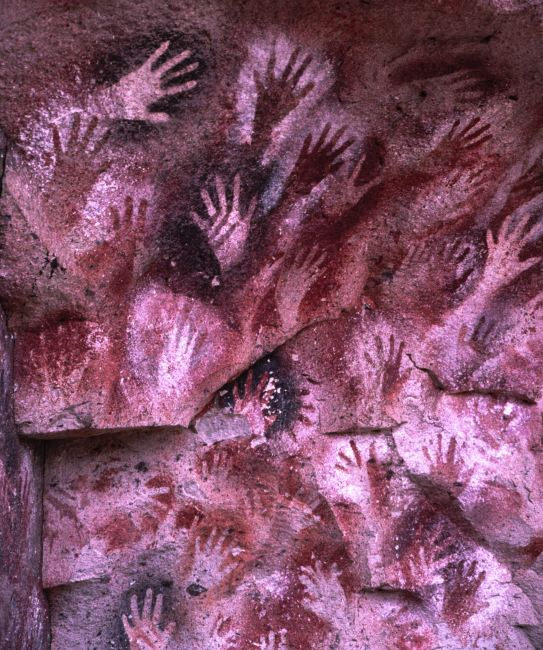
Наскельні печерні малюнки рук, Санта-Крус, Аргентина. Ці картини датуються 7350 роком, та є одними з найстаріших мистецьких висловлювань південноамериканських народів.

Пізніша пов'язаність Південної Америки з Північною, викликала кілька міграцій більш хижих, північноамериканських м'ясоїдних ссавців на південь. Через це, сотні американських видів тварин вимерло. Проте, деякі види змогли пристосуватися і поширитися у Північній Америці. Цими видами, є наприклад, величезні лінивці та страхітливі птахи. 

### ́Доколумбова епоха

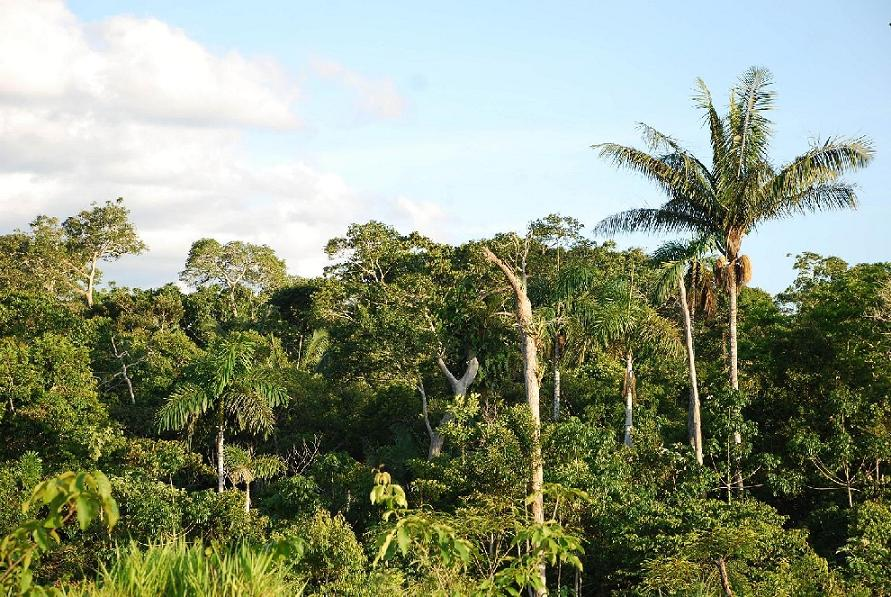
Південноамериканські джунглі або незайманий ліс.

Америку, як вважають, було вперше заселено людьми з Азії, які перетнули Беринговий перешийок, який тепер є Беринговою протокою. Протягом тисячоліть, люди поширювалися на усі частини континенту. Перше свідчення про існування способів ведення сільського господарства у Південній Америці, сходить до 6500 року до нашої ери, коли картопля, перець чилі та боби, почали вирощувати для виробництва продуктів харчування у басейні Амазонки. Маніок їстівний, який залишається основним харчовим продуктом і сьогодні (2000-і), було культивовано ще 2000 року до нашої ери. Американські культури, почали приручати лам і альпак у високогірних районах Анд близько 3500 років до нашої ери. Цих тварин було використано як для перевезення, так і м'яса. Морських свинок було у цей час, одомашнено як джерело їжі. До 2000 року до нашої ери, багато аграрних сільських громад, було розселено по усіх Андах та прилеглих до них районах. Рибальство, стало широко розповсюдженим заняттям уздовж узбережжя, що сприяло вживанню риби як основного джерела їжі. У цей час, було розроблено системи зрошення, що підштовхнуло підйом аграрного суспільства. Продовольчими культурами тоді були: лобода, кукурудза, квасоля, загалом боби, арахіс, маніок, солодка картопля, картопля і кабачки. Також вирощувалася бавовна, яка мала особливо важливе значення, як єдине основне волокно. Найперше постійне поселення, як свідчать керамічні артефакти, відомо до 3500 до нашої ери — Вальдивія на узбережжі Еквадору. Інші групи також утворювали постійні поселення. Серед цих груп були: Чибча (або "Muiscas" чи "Muyscas") і Тайрона у Колумбії, Канаріс в Еквадорі, кечуа у Перу, і аймара у Болівії, які були одними з найважливіших осілих індіанських груп  Південної Америки. Протягом останніх двох тисяч років, можливо, були взаємини із полінезійцями по усій південній частині Тихого океану, про що свідчить поширення солодкої картоплі у деяких районах Тихого океану, але немає ніякої генетичної спадщини від людських стосунків.

### Канаріс

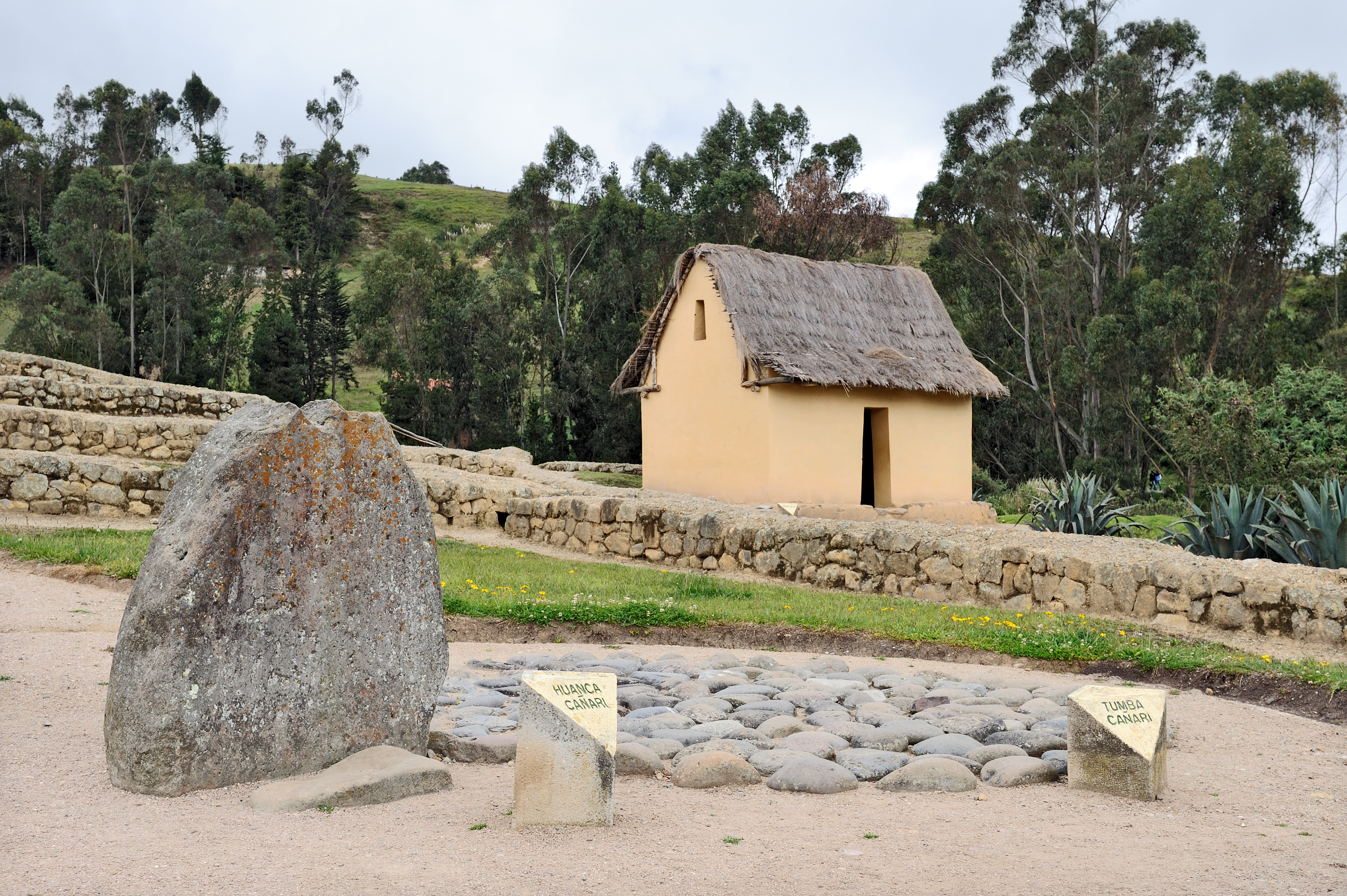

Канаріс були розвиненою цивілізацією з передовою архітектурою та релігійними переконаннями. Велику частину її залишків, було або спалено, або зруйновано під час нападів інків, а згодом іспанців. Їх старе місто "Guapondelig", було перейменовано двічі — спочатку, як місто інків Tomipamba, а пізніше, як колоніальне місто Куенка. Це місто також, вважається місцем Ель-Дорадо, містом золота з міфології Колумбії. Канаріс протягом багатьох років запекло відбивав вторгнення інків, поки не впав до Тупака Юпанкі.

### Чибча (Chibchas)

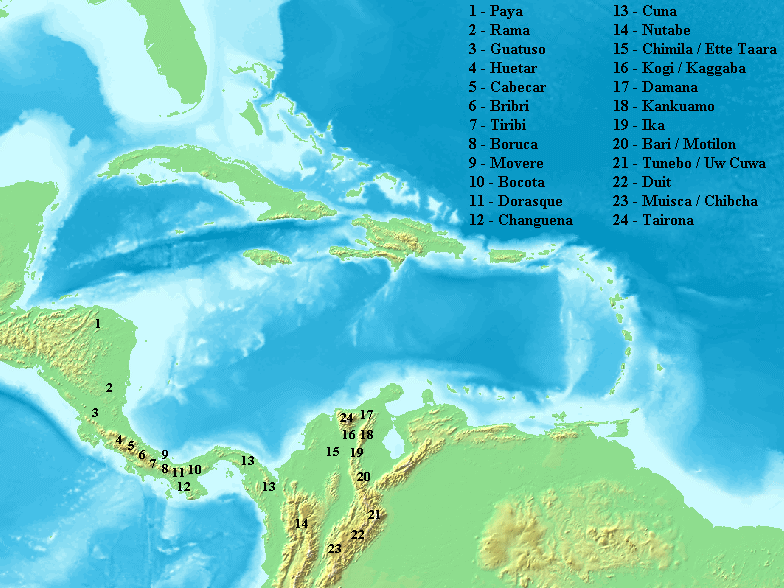

Чибча — мовне суспільство, було найбільш численною, найбільш територіально розширеною і найдужче соціально-економічно розвиненою, з доіспанських колумбійських культур. До 3-го століття, Chibchas створили власну цивілізацію у північних Андах. У якийсь час, Chibchas окупували частину того, що натепер (2020-і) є Панамою, та високі рівнини Східної Сьєрра Колумбії. Області, які вони посідали, були департаментами Сантандер, Норте-де-Сантандер, Бояка і Кундинамарка, у яких, також, були райони, де з'явилися перші ферми (натепер, вони найбагатші землі у Колумбії). Вони представляли собою, найбільш густонаселені зони між  Мексиканською імперією та імперією Інків. Поруч з кечуа Перу і Еквадору, аймара у Болівії, Чибча у східній та північно-східній частинах нагір'я Колумбії, вони були найбільш яскравими із корінних осілих народів Південної Америки.

### Амазон

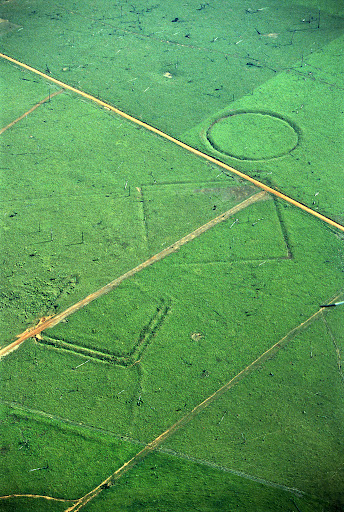
Геогліфи на безлісній ділянці Фазенда-Колорада в тропічних лісах Амазонки.

Довгий час вважалося, що мешканці Амазонських лісів, були мало-чисельними племенами мисливців-збирачів. Археолог Бетті Меггерс був видатним прихильником такої ідеї, та змалював це у своїй книзі Амазонія: Людина і культура у підробленому раю. Однак недавні археологічні знахідки доводять, що цей регіон був насправді густонаселеним. З 1970-х років, численні геогліфи було виявлено на знезліснених землях, які датовано між 0-1250 роками, що приводить до тверджень про існування доколумбової цивілізації. Першим європейським подорожником довжиною річки Амазонки, був Орельяна 1542 року. Документальний фільм BBC "Неприродні історії", надає докази того, що Орельяна мав рацію у своїх спостереженнях — що просунута цивілізація процвітала уздовж Амазонки у 1540-х роках. Вважається, що цивілізацію згодом було зруйновано через поширення хвороб з Європи, таких як натуральна віспа. Близько 5 мільйонів людей, можливо, мешкали у районі Амазонки 1500 року, розділені між густонаселеними прибережними поселеннями. До 1900 року, це населення скоротилося до 1 мільйона осіб, і на початку 1980-х років, чисельність становила менше 200 тисяч осіб. Однією з основних частин доказів, є наявність родючої Terra preta (чорної землі), яка поширюється на великих площах у лісах Амазонки. Натепер, широко визнано, що ці ґрунти є продуктом обробки місцевої землі. Це означає, що великі ділянки родючої землі тропічних лісів Амазонки, ймовірно, є наслідком багатовікового людського втручання, а не, з доброго дива, зустрічаються у природі як це передбачалося раніше. Залишки деяких з цих великих населених пунктів посередині лісу Амазонки, було знайдено 2003 року Майклом Хекенбергером та його колегами з університету Флориди. Серед них були такі докази: шляхи, мости і великі площі.

## Андські цивілізації

### Караль супе

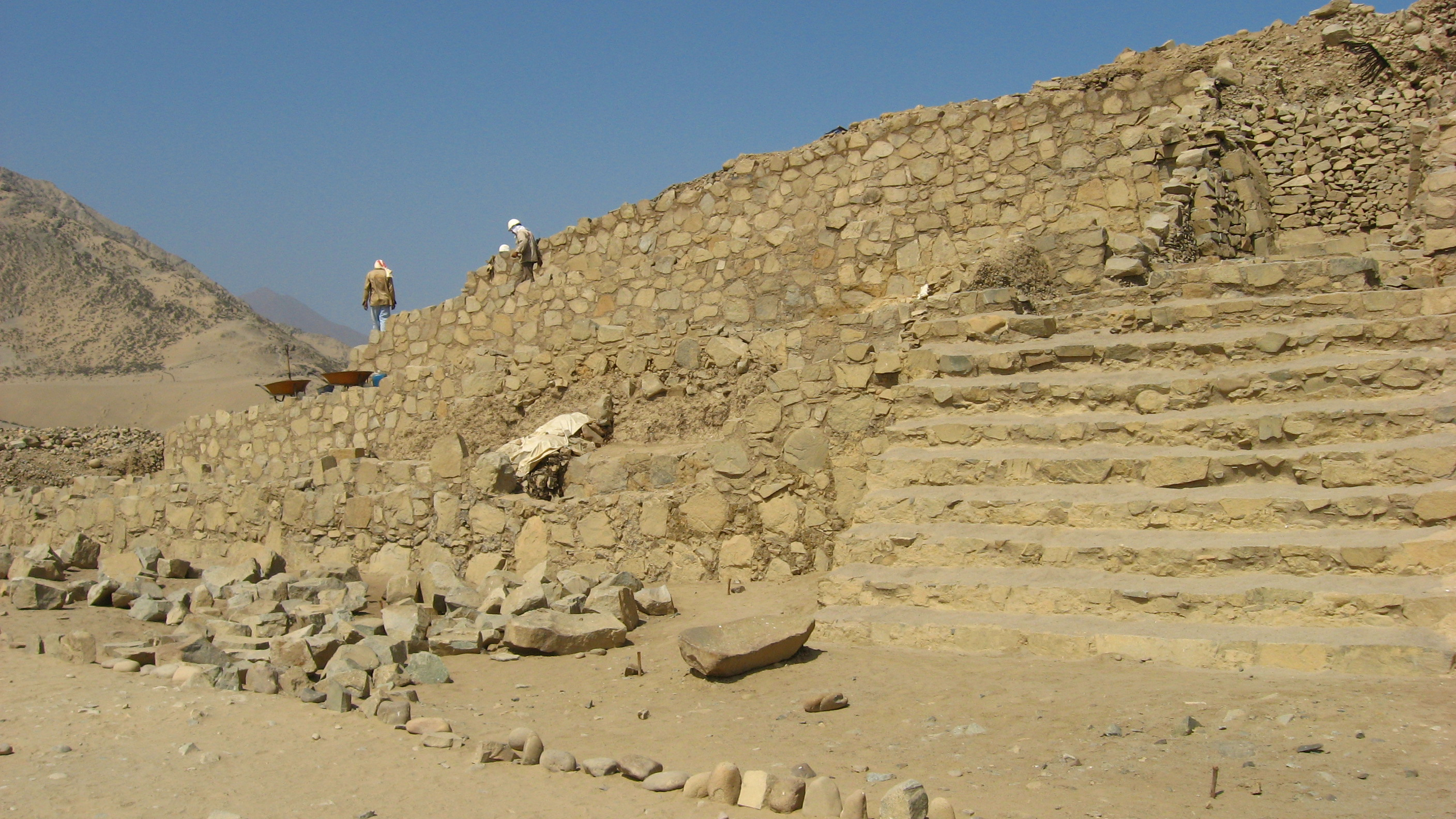

Цивілізація Караль супе є однією з найдавніших цивілізацій  Північної та Південної Америки, яка існувала у 27 столітті до нашої ери і мала розвинене містобудування.

### Чавін
Чавін дописемна цивілізація Південної Америки, яка створила за деякими оцінками і археологічними знахідками, торговельну мережу і розвинене сільське господарство на 900 році до нашої ери. Артефакти було виявлено на стоянці під назвою Чавін-де-Уантар у сучасному Перу на висоті 3177 метрів. Чавін цивілізація охоплювала період від 900 до 200 року до нашої ери.

### Моче

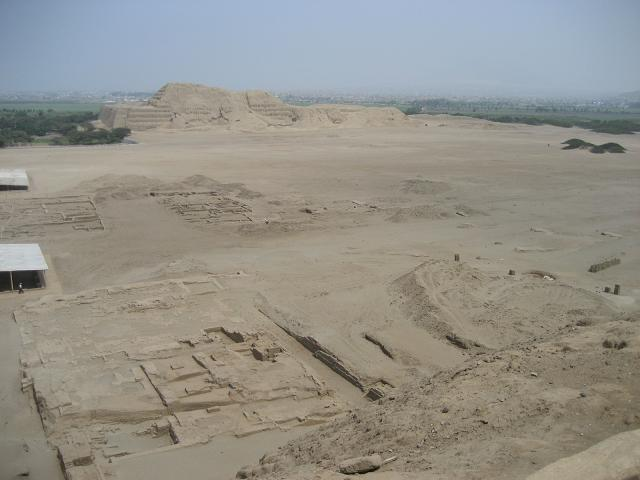

Моче процвітала на північному узбережжі Перу 2000-1500 років тому. Їх спадщина дійшла до нас, у вигляді складних поховань, нещодавно розкопаних досвідченими фахівцями Каліфорнійського університету спільно з Національним географічним товариством. Моче, були технологічно розвиненими людьми, що торгували з далекими народами, такими, як мая. Майже все, що ми знаємо про Моче, походить від їх керамічного посуду з різьбленням, який використовувався у їх повсякденному житті. Ми знаємо, з цих записів, що вони застосовували людські жертвоприношення, мали ритуали пиття крові, і що їхня релігія підтримувала прокреативні сексуальні стосунки (наприклад, феляції).

### Тіуанако
Тіуанако були поселені у Болівії, близько 400 року до нашої ери.

### Інки
Цивілізація інків зі столицею — містом Куско,  переважали в Андах від 1438 до 1533 року. Назва Інки, здебільшого, поширюється на майже сто мовних або етнічних громад (деякі від 9 до 14 мільйонів людей), пов'язаних дорожньою системою довжиною 25 тисяч кілометрів. Міста було побудовані з точною неперевершеною кладкою, споруджено вздовж багатьох рівнів гірської місцевості. Терасове рільництво, було корисною і дуже продуктивною формою сільського господарства. Існує доказ чудових зразків металообробки і, навіть, успішної операції на черепі у  цивілізації інків. Інки не мали писемності, але використовували кіпу, систему вузлуватих рядків, задля запису даних і подій.

### Араваки і кариби
Араваки жили уздовж східного узбережжя Південної Америки, далеко на південь (на початку XXI століття це Бразилія), і вгору в Гаяні. Коли з ними вперше зіткнувся Христофор Колумб, то араваки були змальовані як мирні люди, хоча вони вже тоді панували над іншими окремими групами, такими як Ciboney. Араваки проте, зазнавали все більшого тиску з боку войовничих карибів, котрі, як вважають, покинули місцевість річки Оріноко, щоби оселитися у Карибському басейні. Протягом століття, до прибуття Колумба до Карибського архіпелагу 1492 року, кариби, як вважають, витіснили араваків, котрі раніше заселяли низку островів, і вторглися на терени, що тепер є сучасною Гаяною. Кариби були майстерними суднобудівниками та моряками, і зобов'язані своєму пануванню в Карибському басейні власним військовим навичкам. Канібалізм утворив ключову частину військових ритуалів карибів: кінцівки жертв, можливо, бралися додому як трофеї. Невідомо, скільки корінних народів жили у Венесуелі й Колумбії до іспанського завоювання; це, можливо, було близько одного мільйона осіб, разом з такими групами, як Auaké, Caquetio, Mariche і Timoto-cuicas. Їх кількість значно скоротилася після конкісти, переважно внаслідок поширення нових хвороб із Європи. Були дві основні осі північ-південь доколумбового населення: виробництво кукурудзи на заході і маніока на сході.

### Європейська колонізація

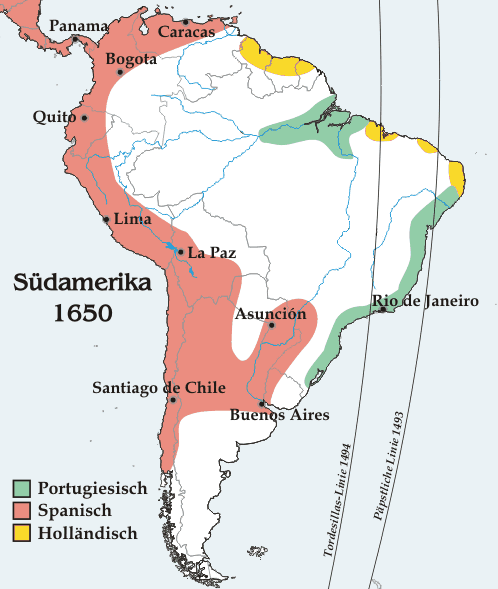
Південна Америка, 1650 рік

До приходу європейців, за різними оцінками, 30 мільйонів людей жили у Південній Америці.

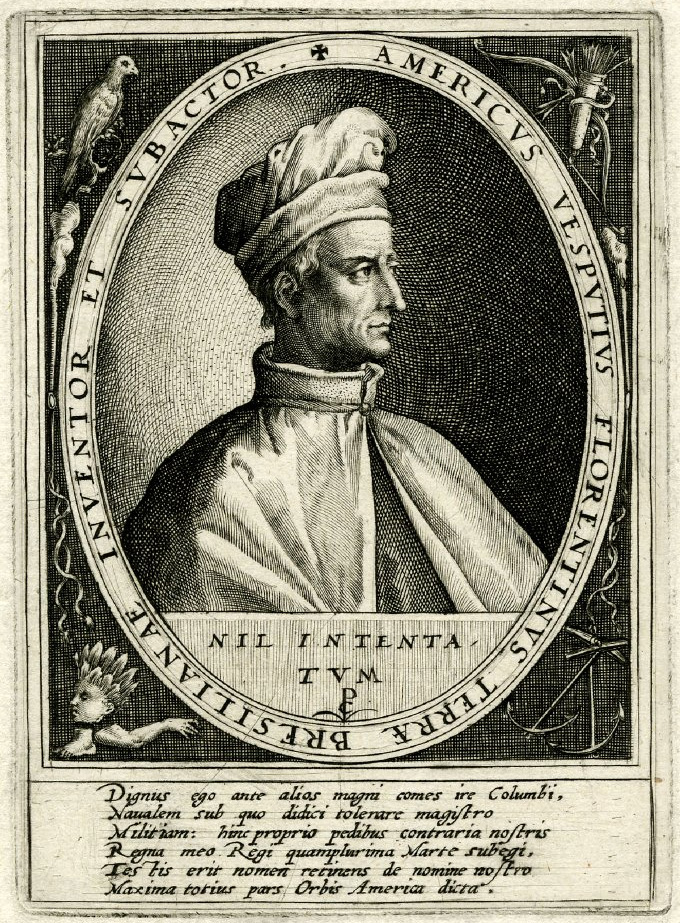
Амеріго Веспуччі

Між 1452 і 1493 роком, низка папських булл (Dum Diversas, Романус Понтифік і Inter caetera), проклала шлях до європейської колонізації і католицьких місій у Новому Світі, що дозволяло  європейським християнським народам, вступити у володіння нехристиян, і заохочувало поневолення нехристиянських народів Африки і Північної та Південної Америки.
1494 року, Португалія та Іспанія, дві великі морські держави того часу, підписали Тордесільяський Договір про очікувані нові землі, які виявляться на заході. Завдяки договору, вони погодилися, що усі землі за межами Європи, повинні бути поділеними винятково між двома країнами. Договір встановив уявну лінію уздовж меридіану 370 (північ-південь), на захід від островів Зеленого мису, приблизно 46 ° 37 'W. З точки зору договору, усі землі на захід від лінії (яка в теперішній час, як відомо, охоплює більшу частину південноамериканської землі), буде належати Іспанії, а всі землі на схід — до Португалії. Оскільки, точне вимірювання довготи на тоді не було можливо, лінію не було суворо дотримано.
Починаючи з 1499 року люди і природні ресурси Південної Америки неодноразово експлуатуються іноземними конкістадорами, спочатку з Іспанії, а потім з Португалії. Ці колоніальні народи - конкуренти, використовували землю і ресурси, як свої власні і розділяли його у колонії.
Європейські захворювання (віспа, грип, кір і тиф), до яких корінне населення не мало ніякого опору (імунітету), були переважною причиною вимирання корінного американського населення. Жорстокі системи примусової праці (гірничодобувної промисловості, у межах іспанського панування), також сприяли депопуляції. Слідом за цим, африканські раби, у яких виробився імунітет до цих хвороб, швидко прибули, щоби замінити місцевих.
Іспанці прагнули перетворення їх американських підданих на християн і були швидкі, щоб очистити будь-які рідні культурні звичаї, які перешкоджали цій меті. Проте, більшість початкових спроб цього, були лише частково успішними. Американські групи просто змішували католицизм із власними звичаєвими віруваннями. Іспанці не нав'язували рідну мову до такого ступеня, як власну релігію. Насправді, місіонерська робота Римо-католицької церкви у кечуа, науатль і гуарані, напевно сприяли розширенню цих американських мов, оснащенню їх системами письма.
Зрештою, місцеві жителі і іспанці схрещувалися, утворюючи  клас метисів. Метиси і корінні американці часто були змушені платити несправедливі податки іспанському уряду (хоча всі суб'єкти платили податки) і суворо каралися за непокору. Багато вітчизняних творів вважалися язичницькими ідолами і були знищені іспанськими дослідниками. Це охоплювало велику кількість золотих і срібних скульптур, які було розплавлено перед транспортуванням до Європи.

## 17 і 18 століття
1616 року, голландці заохочені легендою про Ельдорадо, заснували фортецю в Гаяні і започаткували три колонії: Демерара, Бербіс та Ессекібо.
1624 року, Франція намагалася влаштуватися у межах сучасної Французької Гвіани, але була змушена відмовитися від цього через ворожість з боку португальців, які розглядали це як порушення Тордесільяського Договору. Проте французькі поселенці повернулися 1630 року і  1643 року, їм вдалося створити поселення Каєнна поряд з деякими дрібними плантаціями.
З шістнадцятого століття були деякі рухи невдоволення в іспанській та португальській колоніальній системах. Серед цих рухів, найвідоміший, коли раби з Мароні, втекли від власних господарів і у прихистку лісів, організували вільні громади. Спроба підпорядкувати їх армією, була невдалою, через те що Мароні навчилися добре використовувати американські джунглі. У королівському указі 1713 року, король надав законність першому вільному поселенню континенту: Паленгуе-де-Сан-Базіліо у сьогоднішній Колумбії, на чолі з Benkos Bioho.
Між 1721 і 1735 роками, відбулося повстання комунерос Парагваю  через зіткнення між поселенцями та парагвайськими єзуїтами, які керували великими й квітучими єзуїтськими редукціями і контролювали велику кількість індіанців, навернених у християнство.
Між 1742 і 1756 роками, було повстання Хуан Сантос Атауальпа у центральних джунглях Перу. 1780 року, намісництво Перу зіткнулося з повстанням Тупака Амару II.
1763 року, африканський Cuffy, очолив повстання у Гаяні, яке було криваво придушене голландцями. 1781 року, повстання комунерос (Нова Гранада) та повстання жителів села у Нова Гранада, були народною революцією, яка об'єднала представників корінних народів і метисів.  1796 року, голландську колонію Ессекібо, було узято англійцями, які раніше почали повсюдне застосування рабів.
У вісімнадцятому столітті, священика, математика та ботаніка Хосе Селестіно Мутіс (1732-1808), було відправлено віце-королем Антоніо Кабальєро, у Гонгора, провести інвентаризацію природи Нуева Гранада, яка стала відома як Ботанічна експедиція, задля класифікації рослин, живої природи та заснування першої астрономічної обсерваторії у місті Санта-Фе-де-Богота.
15 серпня 1801 року, прусський вчений Олександр фон Гумбольдт досяг Fontibón, де був Мутіс, і почав власну подорож у Нову Гранаду, Кіто. Зустріч між двома вченими, вважається яскравою плямою ботанічної експедиції. Гумбольдт також побував у Венесуелі, Мексиці, США, Чилі та Перу. Завдяки спостереженням за різницею температур районів Тихого океану між Чилі і Перу у різні періоди року, він виявив, що холодні течії рухаються з півдня на північ до узбережжя Перу, яке було названо на його честь — Гумбольдта.
Між 1806 і 1807 роками, британські військові сили намагалися вдертися в область Ріо-де-ла-Плата. Навали було відбито, але вони дуже вплинули на іспанський авторитет.

## Незалежність і XIX століття

Мови народів Південної Америки

Іспанські колонії вибороли незалежність у першій чверті XIX століття, в іспано-американських війнах за незалежність. Сімон Болівар (Велика Колумбія, Перу, Болівія), Хосе де Сан-Мартін (Сполучені провінції річки Ла-Плата, Чилі і Перу), і Бернардо О'Хіггінс (Чилі) очолювали їх боротьбу за незалежність. Хоча Болівар намагався зберегти іспаномовні частини континенту політично єдиними, вони швидко стали незалежними одна від одної.
На відміну від іспанських колоній, бразильська незалежність прийшла, як непрямий наслідок наполеонівських навал на Португалію — французьке вторгнення під командуванням генерала Жюно призвело до захоплення Лісабона 8 грудня 1807 року. Задля того, щоби не втратити власний суверенітет, португальський Суд переніс столицю з Лісабона до Ріо-де-Жанейро, який був столицею португальської імперії між 1808 і 1821 роками, завдяки чому, виросла вага Бразилії у межах португальської імперії. Після португальської ліберальної революції 1820 року та декількох битв і сутичок, які велися у Pará і у Баїі, спадкоємець Педро, син короля Іоанна VI Португалії, проголосив незалежність країни 1822 року та став першим імператором Бразилії (згодом він також правив як Педро IV Португалії).
Кілька воєн, велися за панування у північній і південній частинах континенту. Велика Колумбія — Перу, війна на півночі та війни (між Бразильською імперією та Сполученими провінціями річки Ла-Плата), яка привела до незалежності Уругваю (1828 року). Кілька років по тому, після розпаду Великої Колумбії, розклад сил зміщується на користь новоствореної Перуано-Болівійської конфедерації (1836-1839). Проте, ця структура влади, виявилася тимчасовою і її було змінено ще раз, у підсумку перемоги Північної перуанської держави над Південною перуанською державою — Болівією, війни Конфедерацій (1836-1839), а також поразки аргентинської Конфедерації у Герра Гранде (1839 — 1852 роки).
Пізніші конфлікти між країнами Південної Америки, продовжували визначати нові кордони. На тихоокеанському узбережжі Чилі і Перу, продовжують показувати своє зростальне панування, перемігши Іспанію у війні. Нарешті, після перемоги над Перу під час війни на Тихому океані (1879 — 1883), Чилі виникла як переважна сила Тихоокеанського узбережжя Південної Америки. З Атлантичного боку, Парагвай спробував отримати важливіше становище у регіоні, але союз Аргентини, Бразилії та Уругваю (внаслідок війни 1864-1870 років, Троїстого союзу) припинив парагвайські зазіхання. Слідом за цим, народи Південного конуса Аргентини, Бразилії та Чилі увійшли у 20-те століття як основні континентальні держави.

## 20-е століття

#### 1900-1920
На початку століття, Сполучені Штати продовжували дотримуватися інтервенціоністської політики, спрямованої на прямий захист власних інтересів в регіоні. Це було офіційно викладено в Доктрині Великої Палиці Теодора Рузвельта, яка змінювала задавнену Доктрину Монро, котра просто була націлена на стримування європейського втручання в півкулі.

#### 1930-1960
Велика депресія кинула виклик регіону. Крах світової економіки означав, що попит на сировину різко впав, підірвавши економіку багатьох країн Південної Америки. Інтелектуали та урядові лідери Південної Америки відвернулися від старої економічної політики і звернулися до індустріалізації заміщення імпорту. Мета полягала в створенні самодостатньої економіки, яка мала б власні промислові сектори і великий середній клас і котра була б несприйнятливою до зльотів і падінь світової економіки. Незважаючи на потенційні загрози комерційним інтересам Сполучених Штатів, адміністрація Рузвельта (1933-1945) розуміла, що США не можуть повністю протидіяти імпортозаміщенню. Рузвельт проводив політику добросусідства і дозволив націоналізацію деяких американських компаній в Південній Америці. Друга світова війна також об'єднала Сполучені Штати і більшість латиноамериканських країн. Історія Південної Америки під час Другої світової війни важлива через значні економічні, політичні та військові зміни, які відбулися на більшій частині регіону внаслідок війни. Щоби краще захистити Панамський канал, боротися з впливом Осі і збільшити виробництво товарів для військових потреб, Сполучені Штати за допомогою ленд-лізу і подібних починань, значно розширили власну присутність в Латинській Америці, що привело до всеохопного осучаснення і значного промислового зростання для країн, які брали в цьому участь. У стратегічному плані Бразилія мала велике значення, оскільки у неї був найближчий до Африки майданчик в Північній та Південній Америці, де союзники активно вели боротьбу з німцями та італійцями. Бразилія була єдиною країною, яка відправила експедиційний корпус на європейський театр військових дій; однак у кількох країн були сутички з німецькими підводними човнами і крейсерами в Карибському басейні і Південній Атлантиці. Мексика відправила винищувальну ескадрилью з 300 добровольців в Тихий океан.

#### Економіка
За словами автора Томаса М. Леонарда, Друга світова війна справила великий вплив на економіку країн Латинської Америки. Після нападу Японії на Перл-Гарбор 7 грудня 1941 року, більша частина Латинської Америки або розірвала взаємини з державами осі, або оголосила їм війну. В підсумку багато країн (в тому числі вся Центральна Америка, Домініканська Республіка, Мексика, Чилі, Перу, Аргентина та Венесуела) раптово виявили, що тепер вони залежать від Сполучених Штатів в торгівлі. Високий попит Сполучених Штатів на певні продукти і товари під час війни ще більше спотворив торгівлю. Наприклад, Сполучені Штати хотіли отримати всю платину, вироблену в Колумбії, все срібло Чилі і всю бавовну, золото і мідь Перу. Сторони домовилися про встановлені ціни, часто з високою надбавкою, але різні країни втратили здатність торгуватися і торгувати на відкритому ринку.

#### Холодна війна
Війни стали менш частими в 20 столітті, коли Болівія-Парагвай і Перу-Еквадор вели останні міждержавні війни. На початку 20 століття три найбагатші країни Південної Америки брали участь в надзвичайно дорогих перегонах військово-морських озброєнь, призвідником яких прислужилася поява військового корабля нового типу - «дредноута». У якусь мить уряд Аргентини витрачав п'яту частину власного річного бюджету всього на два дредноути —  ціна без урахування наступних експлуатаційних витрат, котрі для бразильських дредноутів становили шістдесят відсотків від початкової вартості покупки. Континент став полем битви холодної війни наприкінці 20 століття. Деякі демократично обрані уряди Аргентини, Бразилії, Чилі, Уругваю та Парагваю були повалені або зміщені військовими диктатурами в 1960-х і 1970-х роках.